# Давіде К'юм'єнто
Давіде К'юм'єнто (італ. Davide Chiumiento, нар. 22 листопада 1984, Гайден) — швейцарський футболіст, що грав на позиції півзахисника.
Виступав, зокрема, за клуб «Цюрих», а також національну збірну Швейцарії.
Дворазовий володар Кубка Швейцарії.

## Клубна кар'єра
Народився 22 листопада 1984 року в місті Гайден. Вихованець футбольної школи клубу «Ювентус». Дорослу футбольну кар'єру розпочав 2003 року в основній команді того ж клубу, в якій провів один сезон, взявши участь в одному матчі чемпіонату. 
Згодом з 2004 по 2012 рік грав у складі команд «Сієна», «Ле-Ман», «Янг Бойз», «Люцерн» та «Ванкувер Вайткепс».
У 2012 році перейшов до клубу «Цюрих», за який відіграв 5 сезонів. Більшість часу, проведеного у складі «Цюриха», був основним гравцем команди. Завершив професійну кар'єру футболіста виступами за команду «Цюрих» у 2017 році.

## Виступи за збірні
Протягом 2003–2006 років залучався до складу молодіжної збірної Швейцарії. На молодіжному рівні зіграв у 13 офіційних матчах, забив 2 голи.
У 2010 році провів свою єдину офіційну гру у складі національної збірної Швейцарії.
| Дата     | Місто   | Господарі | Результат | Гості   | Турнір           | Голи | Примітки |
| -------- | ------- | --------- | --------- | ------- | ---------------- | ---- | -------- |
| 3-3-2010 | Лозанна | Швейцарія | 1 – 3     | Уругвай | товариський матч | -    | 46'      |
| Усього   |         | Матчів    | 1         |         | Голів            | 0    |          |

## Титули і досягнення

### Командні
- Володар Кубка Швейцарії (2):

«Цюрих»: 2013-2014, 2015-2016

### Особисті
- Кращий бомбардир Турніру Віареджо: 2004